# Ioan Arbore
Ioan P. Arbore (n. 23 februarie 1892, satul Cucuteni, județul Iași – d. 25 decembrie 1954, Închisoarea Văcărești) a fost un general de divizie și politician român, care a luat parte la ambele războaie mondiale. În timpul celui de-al Doilea Război Mondial  a participat la forțarea Prutului (1941) și la marile bătălii de la Stalingrad și Cotul Donului. Apoi Ioan Arbore a devenit subsecretar de stat.

## Biografie
Ioan Arbore, descendent din familia hatmanului Luca Arbore (d. 1523), și-a petrecut copilăria în Dobrogea, în apropierea Deltei, la Sarinasuf, unde tatăl său era preot. Mai avea un frate, profesor de limba română la Focșani. S-a decis pentru o carieră de ofițer, pe care a parcurs-o, de la gradul de sublocotenent până la gradul de general prin puterile lui, fără a fi ajutat de cineva din afară.
După absolvirea studiilor militare la Școala de Ofițeri de Artilerie, Geniu și Marină (1909-1911), a devenit sublocotenent în 1911, apoi locotenent în 1914. Cu acest rang a luptat la intrarea României în Primul Război Mondial. În anul 1917 a fost avansat la gradul de căpitan și comandant de baterie tunuri de câmp. Și-a terminat educația militară la Școala Superioară de Război în Paris (1919-1921) și a primit gradul de maior (1920). Apoi a preluat diferite funcții de comandă în regimente de artilerie de stat major și avansat în 1929 la gradul de locotenent-colonel și la 16 octombrie 1935 la gradul de colonel,  fiind numit comandant unui regiment.
La 10 mai 1941, cu puțin timp înaintea intrării României în al Doilea Război Mondial, a fost înaintat la gradul de general de brigadă. A fost numit comandantul brigăzii a III-a mixte, iar un an mai târziu, în 1942, comandantul brigăzii de fortificații nr. II. A devenit șef de stat major al Armatei a III-a între 1942-43, apoi, numit general de divizie, subșef al Marelui Stat Major.
În perioada între 14 iulie 1943 - 23 august 1944 a fost subsecretar de stat la Ministerul Economiei Naționale pentru Aprovizionare (din 1 septembrie 1942: Ministerul Economiei Naționale pentru Aprovizionarea Armatei și Populației Civile), funcție care avea să-i atragă condamnarea și moartea.
După instalarea guvernului Petru Groza, generalul de divizie Ioan Arbore a fost trecut din oficiu în poziția de rezervă, alături de alți generali, prin decretul nr. 860 din 24 martie 1945, invocându-se legea nr. 166, adoptată prin decretul nr. 768 din 19 martie 1945, pentru „trecerea din oficiu în rezervă a personalului activ al armatei care prisosește peste nevoile de încadrare”.
Pe 24 mai 1945 a fost arestat alături de Ion Marian (fost ministru al agriculturii), și Ion Sandu (fost subsecretar de stat la culte). Pe 3 octombrie la secția a VIII a Curții Criminale din București a început judecarea „lotului de miniștri antonescieni, autorii aservirii României la carul imperialismului fascist german”, cum îi caracteriza „Scînteia. Pe 9 octombrie Comitetul de judecată al Curții Criminale secția a VII-a  a pronunțat sentința în procesul miniștrilor antonescieni. Ioan Arbore a fost condamnat la 10 ani de temniță grea. Imediat după proces, generalul a fost dus la închisoarea Aiud unde avea să execute cea mai mare parte a pedepsei.
Condamnat mai apoi la muncă silnică pe viață, a fost închis mai întâi la penitenciarul Jilava. După aceea, grav bolnav (hipertensiv), a fost adus nu pentru a fi tratat, ci pentru a fi la dispoziția Securității, în vederea șantajului, pentru obținerea unor declarații compromițătoare în schimbul tratamentului medical, la Văcărești. Avea să-și găsească sfârșitul în spitalul penitenciar de acolo, cu capul despicat în patru, cu creierii pe un colț de masă, stâlciți de lama toporului.

## Decorații
Generalul a fost decorat printre altele cu:
- Ordinul „Coroana României” în gradul de Comandor (8 iunie 1940)[9]
- Ordinul Regal Coroana României  de clasa a II-a
- Cavaler al Ordinul Regal Mihai Viteazul de clasa a III-a
- Crucea de Fier de clasa I-a